# Gustaf Samuelsson
För andra betydelser, se Gustav Samuelsson (olika betydelser).

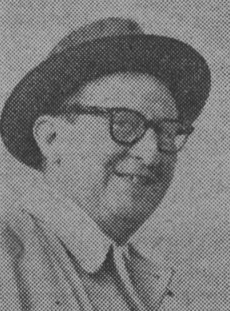
Gustaf Samuelsson.

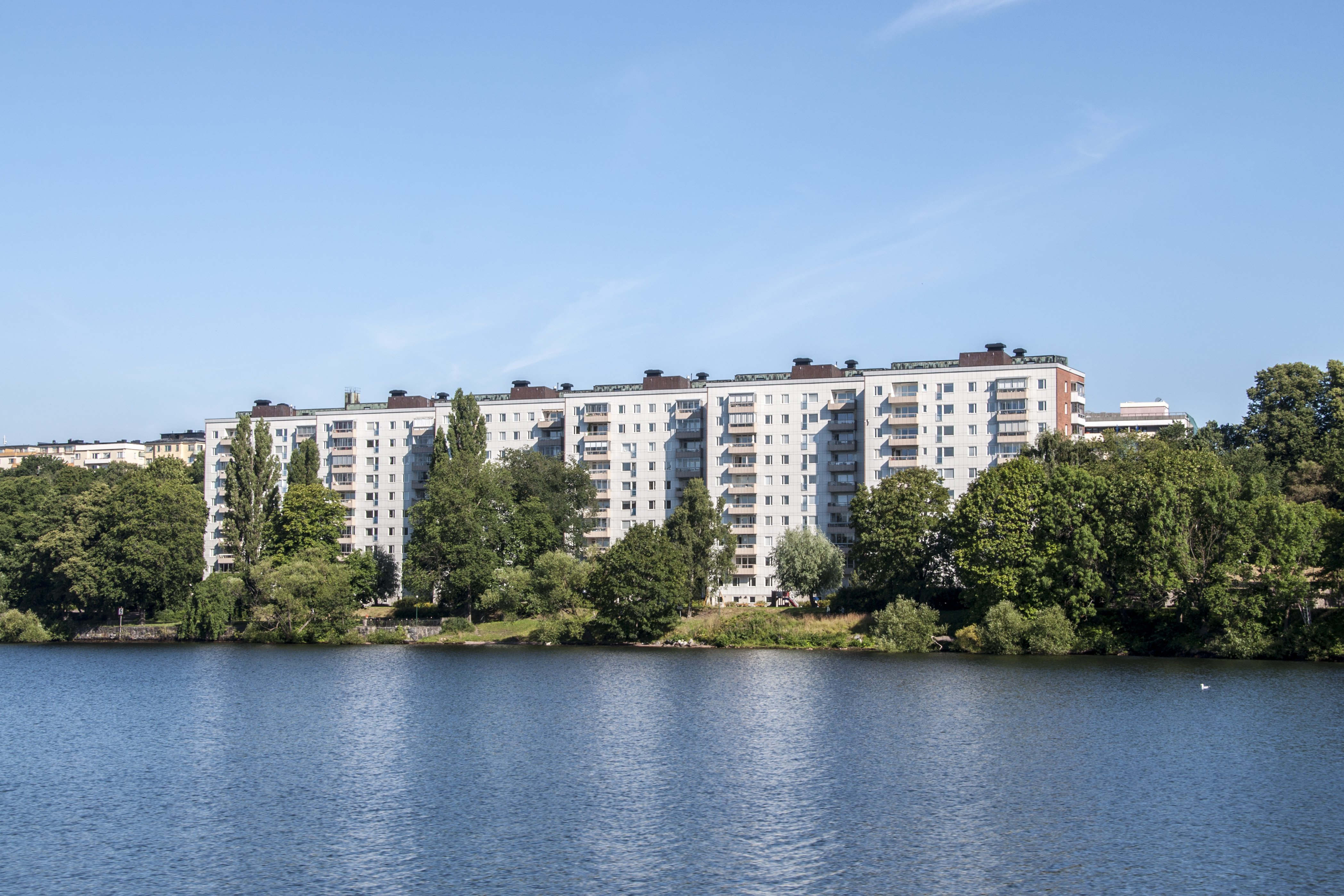
Kvarteret Kattuntryckeriet 1 i Marieberg, Stockholm.

Gustaf Emanuel Samuelsson, född 24 februari 1911 i Sävars församling, Västerbottens län, död 7 februari 1991 i Göteborg, var en svensk arkitekt.
Samuelsson, som var son till hemmansägare Erik Samuelsson och Greta Andersson, utexaminerades från Chalmers tekniska högskola 1939. Han var ritare hos byggnadsingenjör Edward Strömqwist i Lycksele 1933, hos arkitekt Denis Sundberg i Umeå 1934–1937, arkitekt hos Nils Einar Eriksson i Göteborg 1939, på SKF 1942, vid Göteborgs drätselkammare 1945, blev förste arkitekt där 1947, byråchef 1951 och bedrev egen arkitektverksamhet från 1959. 
Samuelsson ritade bland annat affärs- och bostadshus i Arboga, Valhallabadet i Göteborg, Länsmansgårdens affärscentrum i Göteborg samt villor. I samarbete med brodern Sigvard, som var VD och delägare i byggföretaget Samuelsson & Bonnier, utförde han flera hyres-, affärs- och parkeringshus i Stockholmsområdet – i bland annat Marieberg, Näsbypark och Fittja. Under en period (från 1943) var han speciallärare i husbyggnadslära vid Chalmers tekniska högskola. Han var medarbetare i Handbok i industriell ekonomi och organisation (1945).
Gustaf Samuelsson är begravd på Östra kyrkogården i Göteborg.